# Olympische Sommerspiele 1988/Teilnehmer (Marokko)
| Gelbes Symbol für Goldmedaillen mit stilisierten Olympischen Ringen | Graues Symbol für Silbermedaillen mit stilisierten Olympischen Ringen | Braundes Symbol für Bronzemedaillen mit stilisierten Olympischen Ringen |
| ------------------------------------------------------------------- | --------------------------------------------------------------------- | ----------------------------------------------------------------------- |
| 1                                                                   | —                                                                     | 2                                                                       |

Marokko nahm an den Olympischen Sommerspielen 1988 in Seoul, Südkorea, mit einer Delegation von 27 Sportlern (24 Männer und drei Frauen) teil.

## Medaillengewinner

### Gold
| Name            | Sportart       | Wettkampf    |
| --------------- | -------------- | ------------ |
| Brahim Boutayeb | Leichtathletik | 10.000 Meter |

### Bronze
| Name           | Sportart       | Wettkampf    |
| -------------- | -------------- | ------------ |
| Abdelhak Achik | Boxen          | Federgewicht |
| Saïd Aouita    | Leichtathletik | 800 Meter    |

## Teilnehmer nach Sportarten

### Boxen
- Mahjoub M’jirih
Halbfliegengewicht: 5. Platz

- Aissa Moukrim
Fliegengewicht: 17. Platz

- Mohamed Achik
Bantamgewicht: 33. Platz

- Abdelhak Achik
Federgewicht: Bronze

- Kamal Marjouane
Leichtgewicht: 5. Platz

- Khalid Rahilou
Halbweltergewicht: 17. Platz

- Abdellah Taouane
Weltergewicht: 17. Platz

### Judo
- Driss El-Mamoun
Halbleichtgewicht: 14. Platz

- Abdelhak Maach
Leichtgewicht: 19. Platz

- Ahmed Barbach
Halbschwergewicht: 12. Platz

- Abderrahim Lahcinia
Schwergewicht: 19. Platz

### Leichtathletik
- Saïd Aouita
800 Meter: Bronze 
1500 Meter: Vorläufe

- Faouzi Lahbi
800 Meter: Viertelfinale

- Moustafa Lachaal
1500 Meter: Halbfinale

- Abdel Majid Moncef
1500 Meter: Halbfinale

- Brahim Boutayeb
10.000 Meter: Gold

- Noureddine Sobhi
Marathon: 30. Platz

- Moustafa El-Nechchadi
Marathon: DNF

- Abdel Aziz Sahère
3000 Meter Hindernis: Vorläufe

- Méryem Oumezdi
Frauen, 100 Meter: Vorläufe

- Fatima Aouam
Frauen, 1500 Meter: 10. Platz
Frauen, 3000 Meter: Vorläufe

- Hassania Darami
Frauen, 10.000 Meter: Vorläufe

### Ringen
- Abderrahman Naanaa
Fliegengewicht, griechisch-römisch: Gruppenphase

- Kacem Bouallouche
Bantamgewicht, griechisch-römisch: Gruppenphase

- Brahim Loksairi
Federgewicht, griechisch-römisch: Gruppenphase

- Saïd Souaken
Leichtgewicht, griechisch-römisch: Gruppenphase

- Abdel Aziz Tahir
Weltergewicht, griechisch-römisch: Gruppenphase